# Ludwig Deckardt
Ludwig Deckardt (* 23. März 1902; † nach 1925) war ein österreichischer Mittelstreckenläufer.
Bei den Olympischen Spielen 1924 in Paris schied er über 800 m im Vorlauf aus.
1925 wurde er Österreichischer Meister über 1500 m.